# Colm Brophy
Colm Brophy, né le 22 juin 1966 à Dublin, est un homme politique irlandais, membre du Fine Gael. 
Il est élu le 26 février 2016, Teachta Dála dans la circonscription de Dublin South-West. Il siège au Dáil Éireann.
Depuis février 2025, il est secrétaire d'État à la Migration.